# Merodon xanthipous
Merodon xanthipous är en tvåvingeart som beskrevs av Hurkmans 1993. Merodon xanthipous ingår i släktet narcissblomflugor, och familjen blomflugor.
Artens utbredningsområde är Iran. Inga underarter finns listade i Catalogue of Life.